# 사향마곡
"사향마곡"은 1981년에 개봉한 대한민국의 영화이다.

## 캐스팅
- 강희영
- 국정환
- 아제네스 브리오네스
- 김태정
- 경여진
- 강계식
- 문미봉
- 에이스 버엘
- 루비 아니
- 에디 가시아
- 로마노 크리스토프